# Wimbledon 1994
Wielkoszlemowy turniej tenisowy Wimbledon w 1994 rozegrano w dniach 20 czerwca – 3 lipca na kortach londyńskiego All England Lawn Tennis and Croquet Club.

## Turnieje seniorskie

### Gra pojedyncza mężczyzn
Pete Sampras (USA) – Goran Ivanišević (Chorwacja) 7-6(2), 7-6(5), 6-0

### Gra pojedyncza kobiet
Conchita Martínez (Hiszpania) – Martina Navrátilová (USA) 6-4, 3-6, 6-3

### Gra podwójna mężczyzn
Todd Woodbridge / Mark Woodforde (Australia) – Grant Connell (Kanada) / Patrick Galbraith (USA) 7-6(3), 6-3, 6-1

### Gra podwójna kobiet
Gigi Fernández (USA) / Natalla Zwierawa (Białoruś) – Jana Novotná (Czechy) / Arantxa Sánchez Vicario (Hiszpania) 6-4, 6-1

### Gra mieszana
Todd Woodbridge (Australia) / Helena Suková (Czechy) – T.J. Middleton / Lori McNeil (USA) 3-6, 7-5, 6-3

## Turnieje juniorskie

### Gra pojedyncza chłopców
Scott Humphries (USA) – Mark Philippoussis (Australia) 7-6(5), 3-6, 6-4

### Gra pojedyncza dziewcząt
Martina Hingis (Szwajcaria) – Mi Ra Jeon (Korea Południowa) 7-5, 6-4